# 弗雷德里克·蕭邦學會

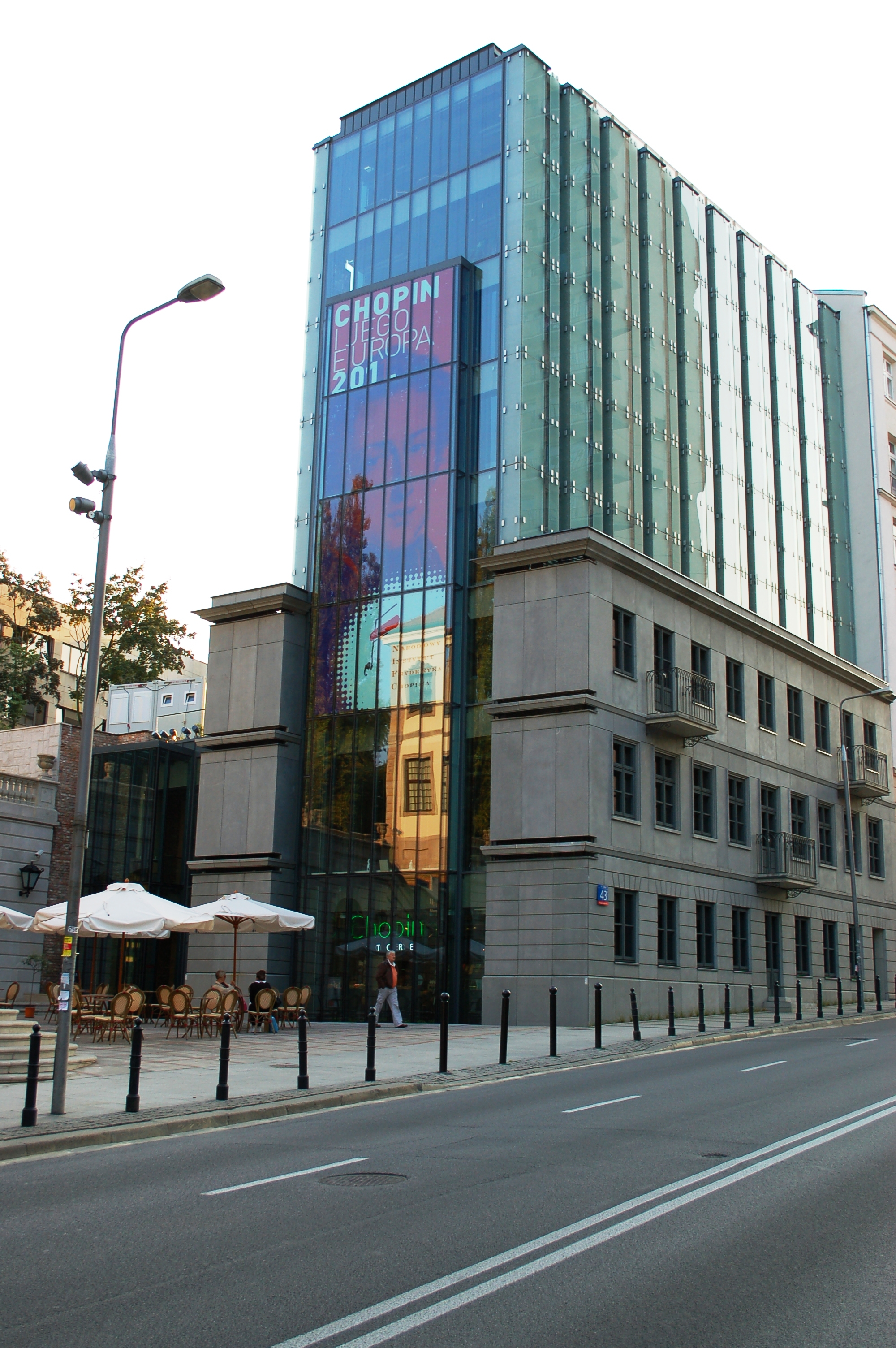
位於华沙的肖邦學會大楼

國立弗雷德里克·蕭邦學會（波蘭語： Narodowy Instytut Fryderyka Chopina) 是一家波兰组织，致力于研究和推广波兰作曲家弗雷德里克·肖邦的生平和作品。它是在波兰议会的立法支持下，于2001年创建的，由文化和国家遗产部直接控制。其总部位於华沙。

## 活动
學會的活动包括出版業務、组织音乐会、肖邦的物质和艺术遗产之保护、监督肖邦名字的商业使用，以及运营肖邦信息中心（即該学會网站）。其出版项目包括肖邦的作品手稿複件，由Zofia Chechlińska汇编而成。
该学會亦经营着蕭邦博物館，以及五年一度的国际肖邦钢琴比赛。它还运行“青年才俊”计划，旨在鼓励年轻的波兰钢琴家。
自2005年以来，该学院还举办了「肖邦和他的欧洲」音乐节。它将欧洲音乐与肖邦的生活和工作联系起来。音乐节节目的目标之一是鑑古演奏——用古乐器演出作品的原貌。该音乐节是与华沙爱乐乐团、大剧院和波兰广播电台节目 II所合作举办的。 

### 肖邦比赛
国际肖邦钢琴比赛每五年在波兰华沙举办，首屆賽事於1927年开始。2010年起由肖邦学會主办，此前由文化部（至1960年止）、肖邦協会（1960年至2005年）主办。
2018年，学會组织了首届国际肖邦古乐器比赛。

### 肖邦博物馆
弗里德里克肖邦博物馆于1954年在华沙成立。自2005年以来，它一直由學會所运营。